# المكداشة (حزم العدين)

تعديل مصدري - تعديل

المكداشة هي إحدى قرى عزلة الأسلوم بمديرية حزم العدين التابعة لمحافظة إب، بلغ تعداد سكانها 1153 نسمة حسب تعداد اليمن لعام 2004.